# Dominio de una función

Ilustración que muestra, una función con dominio y codominio. El óvalo pequeño dentro de es la imagen de, a veces llamado rango de.

En matemáticas, el dominio (conjunto de definición o conjunto de partida o conjunto inicial) de una función {\displaystyle f:X\to X} es el conjunto de existencia de ella misma, es decir, los valores para los cuales la función está definida. Es el conjunto de todos los objetos que puede transformar, se denota {\displaystyle \operatorname {Dom} _{f}}, {\displaystyle \operatorname {Dom} (f)} o {\displaystyle D_{f}\,}. En {\displaystyle \mathbb {R} ^{n}} se denomina dominio a un conjunto conexo, abierto y cuyo interior sea no vacío.
Por otra parte, el conjunto de todos los resultados posibles de una función dada se denomina codominio de esa función.

## Definición
{\displaystyle D_{f}=\{x\in X:\exists \;y\in Y:f(x)=y\}}

## Propiedades
Dadas dos funciones reales:

{\displaystyle f\colon X_{1}\to \mathbb {R} \,\qquad {\mbox{y}}\quad g\colon X_{2}\to \mathbb {R} \,}

Se tienen las siguientes propiedades:
1. {\displaystyle D_{(f+g)}=X_{1}\cap X_{2}}
2. {\displaystyle D_{(f-g)}=X_{1}\cap X_{2}}
3. {\displaystyle D_{(f\cdot g)}\ =X_{1}\cap X_{2}}
4. {\displaystyle D_{(f/g)}=\{x\in (X_{1}\cap X_{2})|g(x)\neq 0\}}

## Cálculo del dominio de una función
Para el cálculo certero del dominio de una función, se debe introducir el concepto de restricción en el cuerpo real. Estas restricciones ayudarán a identificar la existencia del dominio de una función. Las más usadas son:

### Logaritmo de una función
Los logaritmos no están definidos para números negativos ni para el cero, por tanto toda función contenida dentro de un logaritmo debe ser necesariamente mayor estricto de cero. Por ejemplo:
{\displaystyle \log(x^{2}-9)}
Por la propiedad anteriormente citada, se observa que para que esta función esté bien definida, necesariamente {\displaystyle x^{2}-9>0}; despejando, se obtienen dos soluciones {\displaystyle x>3} y {\displaystyle x<-3}. La unión de ambas soluciones representa el dominio de la función, que está definida como el conjunto (-∞, -3) U (3, +∞).

### Fracciones
Otras propiedades de las matemáticas pueden ayudar a obtener el dominio de una función y excluir puntos donde esta no esté definida. Por ejemplo, una función que tenga forma de fracción no estará definida cuando el denominador valga cero.

## Ejemplos
Algunos dominios de funciones reales de variable real:
{\displaystyle f(x)=x^{2}\,\!} El dominio de esta función, así como el de cualquier función polinómica y exponencial, es {\displaystyle \mathbb {R} }.
{\displaystyle f(x)={\frac {1}{x}}} El dominio de esta función es {\displaystyle \mathbb {R} -\lbrace 0\rbrace } puesto que la función no está definida para x = 0.
{\displaystyle f(x)=\log(x)\,\!} El dominio de esta función es {\displaystyle (0,{+}\infty )} ya que los logaritmos están definidos sólo para números positivos.
{\displaystyle f(x)={\sqrt {x}}} El dominio de esta función es {\displaystyle \lbrack 0,{+}\infty )} porque la raíz de índice par de un número negativo, no existe en el cuerpo de los reales.